# Co ty wiesz o swoim dziadku?
Co ty wiesz o swoim dziadku? (ang. Dirty Grandpa) – amerykański film komediowy z 2016 roku.

## Fabuła
Po pogrzebie swojej żony, weteran wojenny Richard Kelly prosi swojego wnuka Jasona o wspólny wyjazd na Florydę (w ramach ferii). Podczas podróży mężczyźni spotykają dwie młode kobiety: Shadię i Lenore. Richard pragnie u boku wnuka oraz młodych kobiet ponownie zasmakować życia.

## Obsada
- Robert De Niro – Richard „Dick” Kelly
- Zac Efron – Jason Kelly
- Zoey Deutch – Shadia
- Aubrey Plaza – Lenore
- Julianne Hough – Meredith Goldstein
- Dermot Mulroney – David Kelly
- Jason Mantzoukas – Pam
- Jeffrey Bowyer-Chapman – Bradley
- Jake Picking – Cody
- Michael Hudson - Brah
- Adam Pally – Nick
- Henry Zebrowski – officer Gary Reiter
- Mo Collins – officer Jean Finch
- Danny Glover – Stinky
- Brandon Mychal Smith – Tyrone

## Odbiór

### Box office
Budżet filmu był szacowany na 27,5 milionów dolarów. W Stanach Zjednoczonych i w Kanadzie film zarobił ponad 35 mln USD. W innych krajach przychody wyniosły ponad 58 mln, a łączny przychód ponad 93 mln dolarów.

### Krytyka w mediach
Film spotkał się z negatywną reakcją krytyków. W serwisie Rotten Tomatoes 11% ze 133 recenzji jest pozytywne, a średnia ocen wyniosła 2,7/10. Na portalu Metacritic średnia ocen z 27 recenzji wyniosła 21 punktów na 100.